# John Wurster
John Frederic Wurster (* 12. Januar 1948 in Schenectady, New York) ist ein ehemaliger US-amerikanischer Eisschnellläufer.
Wurster konnte 1963 den Juniorentitel bei den nationalen Meisterschaften gewinnen. Erst 13 Jahre später, 1976, errang er seinen nächsten US-Meister-Titel bei den Senioren. Dazwischen nahm er 1968 bei den Olympischen Winterspielen in Grenoble, Frankreich, teil und erreichte über 500 Meter den fünften Platz. Bei seiner zweiten Olympiateilnahme 1972 im japanischen Sapporo kam er über die gleiche Strecke nicht ins Ziel.
Wurster hat an der University of Pittsburgh studiert und einen Master of Business Administration erlangt. Nach Beendigung seiner aktiven Karriere arbeitete er in einem Unternehmen, welches sich auf die Vermarktung neuer Umwelttechniken spezialisiert hat.
Sein Bruder Richard Wurster ist ebenfalls Eisschnellläufer und trat bei den Olympischen Winterspielen 1968 an.

## Persönliche Bestzeiten
| Strecke  | Zeit         | Datum             | Ort        |
| -------- | ------------ | ----------------- | ---------- |
| 500 m    | 39,00 s      | 7. Januar 1972    | Davos      |
| 1000 m   | 1:23,20 min  | 7. Januar 1972    | Davos      |
| 1500 m   | 2:17,38 min  | 19. Dezember 1975 | West Allis |
| 3000 m   | 5:35,90 min  | 1. Mai 1976       | –          |
| 5000 m   | 9:36,50 min  | 1. Mai 1976       | –          |
| 10.000 m | 20:04,90 min | 1. Mai 1976       | –          |